# Anoplophora
Anoplophora är ett släkte av skalbaggar som beskrevs av Hope 1839. Anoplophora ingår i familjen långhorningar.

## Bildgalleri

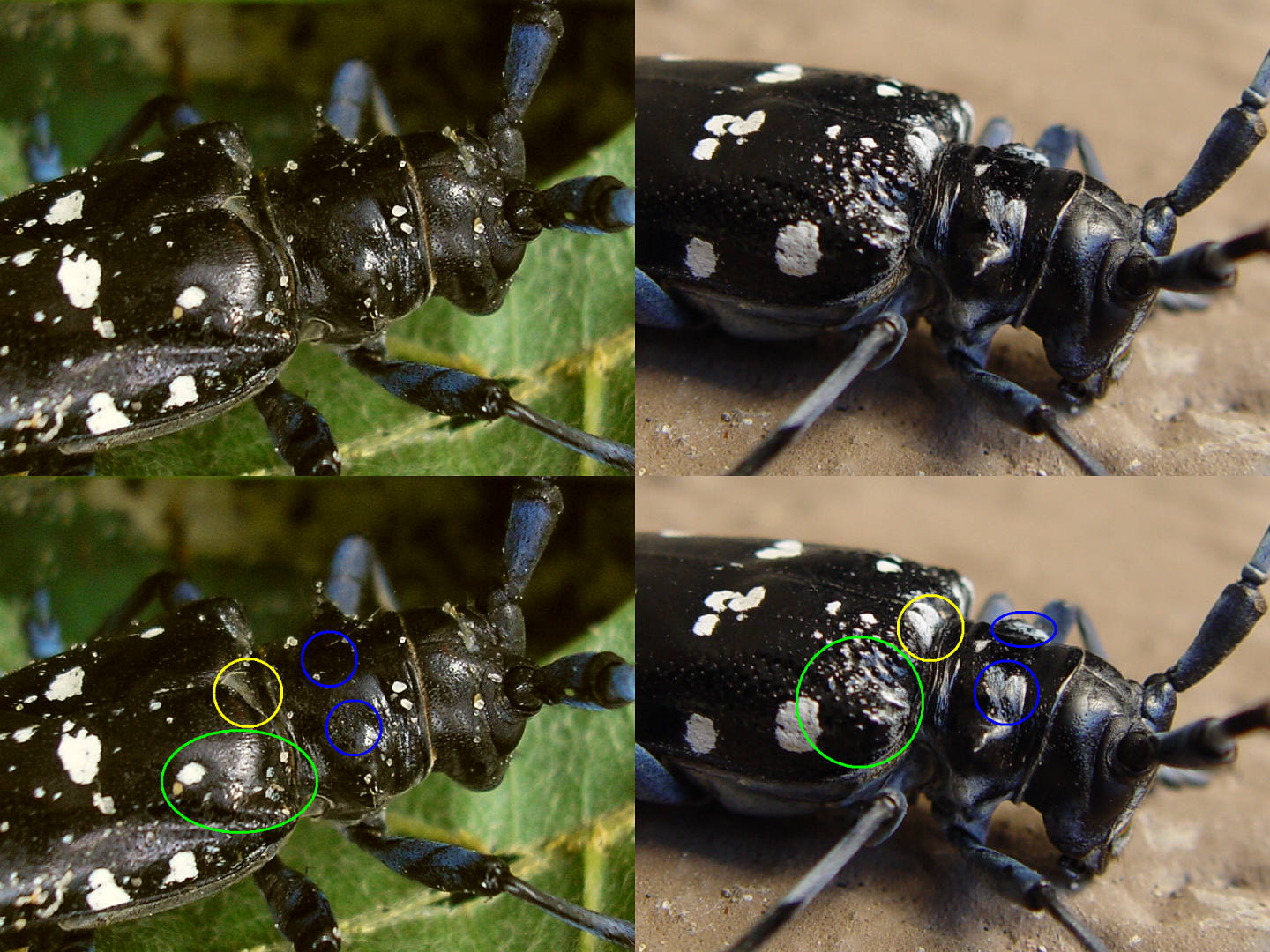
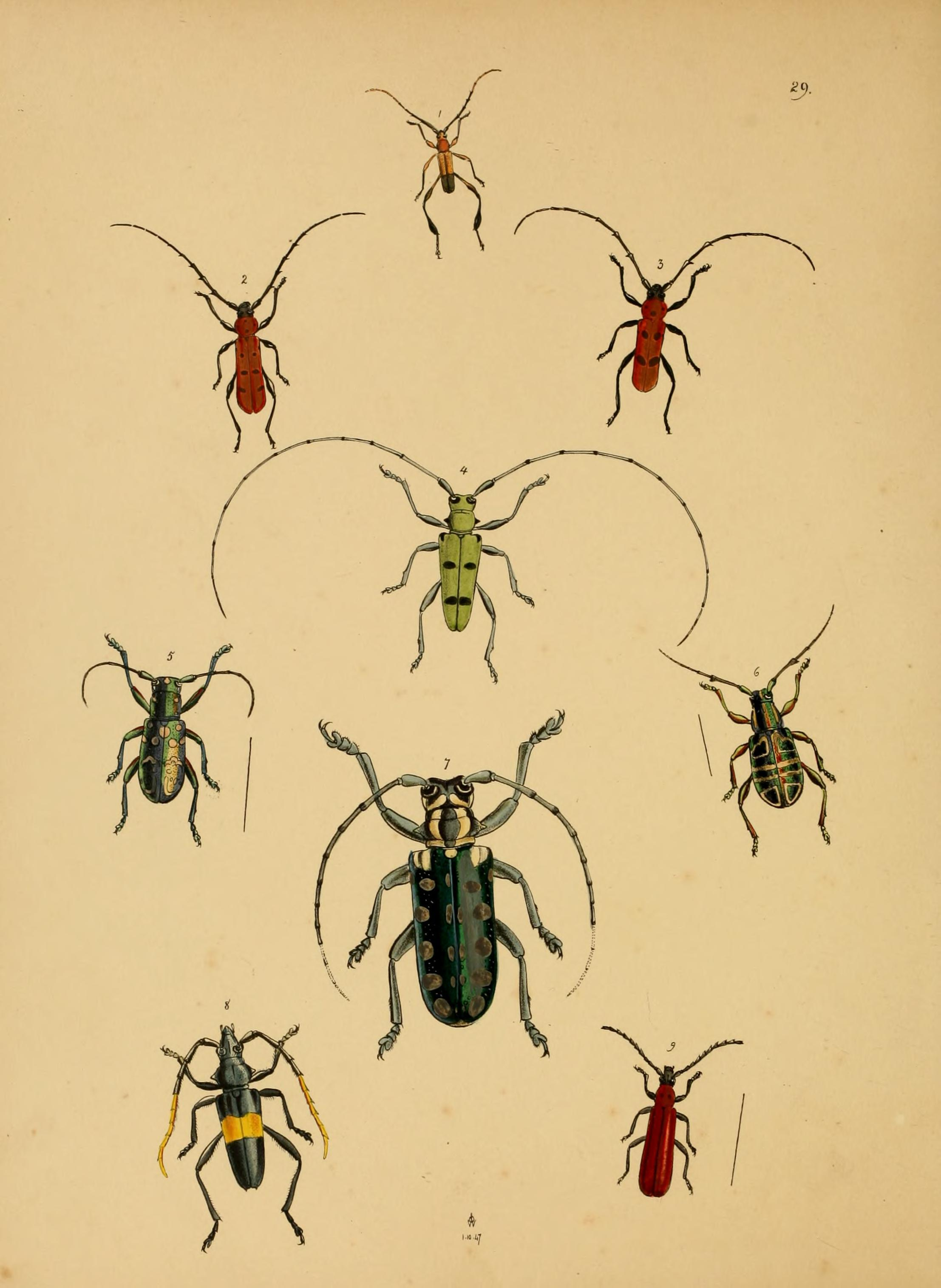
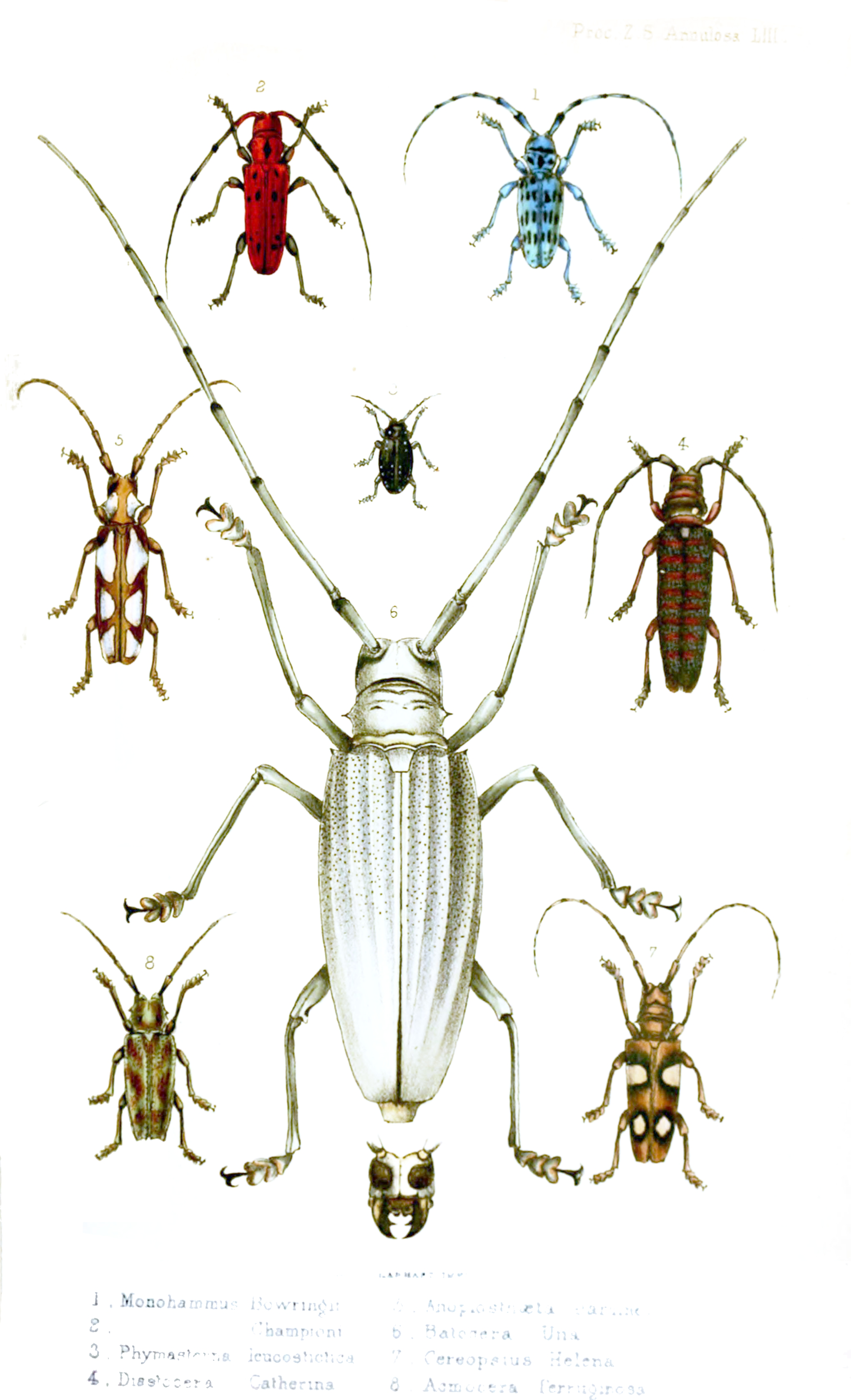

## Dottertaxa tillAnoplophora, i alfabetisk ordning[1][2]
- Anoplophora albopicta
- Anoplophora amoena
- Anoplophora asuanga
- Anoplophora beryllina
- Anoplophora birmanica
- Anoplophora bowringii
- Anoplophora chiangi
- Anoplophora chinensis
- Anoplophora coeruleoantennata
- Anoplophora davidis
- Anoplophora decemmaculata
- Anoplophora elegans
- Anoplophora flavomaculata
- Anoplophora freyi
- Anoplophora fruhstorferi
- Anoplophora glabripennis
- Anoplophora graafi
- Anoplophora granata
- Anoplophora horsfieldii
- Anoplophora imitator
- Anoplophora irregularis
- Anoplophora jiangfenglingensis
- Anoplophora leechi
- Anoplophora longehirsuta
- Anoplophora lucipor
- Anoplophora lurida
- Anoplophora macularia
- Anoplophora malasiaca
- Anoplophora mamaua
- Anoplophora medenbachii
- Anoplophora ogasawaraensis
- Anoplophora ryukyensis
- Anoplophora sebastieni
- Anoplophora similis
- Anoplophora sollii
- Anoplophora stanleyana
- Anoplophora tianaca
- Anoplophora tonkinea
- Anoplophora viriantennatus
- Anoplophora wusheana
- Anoplophora zonator